# Brephulopsis konovalovae
Brephulopsis konovalovae is een slakkensoort uit de familie van de Enidae. De wetenschappelijke naam van de soort is voor het eerst geldig gepubliceerd in 2010 door Gural-Sverlova & Gural.